# Trompete
O trompete é um instrumento musical de sopro, da família dos metais (o trompete é o que produz o som mais agudo da família), caracterizado por instrumentos de bocal, geralmente fabricados de metal. Também faz parte o pistão (pistom, por metonímia) é o sítio onde os trompetistas carregam para fazer um derivado de sons com o mesmo. Quem toca o trompete é chamado de trompetista.
O trompete é constituído por corpo, chave de água, bomba de afinação, pistões, cotovelos e bocal. É utilizado em diversos gêneros musicais, sendo muito comumente encontrado na música clássica, no jazz, bandas marciais e nos mariachis. Também é encontrado em estilos mais acelerados, como o frevo, o ska e latinos como o mambo e a salsa, bem como no Maracatu Rural, da zona da mata do norte de Pernambuco,o trompete tem as notas mais agudas na família dos metais e um papel preponderante na orquestra, o trompete possui um conjunto de válvulas e pistões que lhe permitem tocar sequências extremamente rápidas e virtuosas mas também uma melodia lírica e romântica acompanhada pelos restantes instrumentos.

## Descrição

Pistão «Ao ar» ou não pulsado.

Válvula pressionada, aumentando o comprimento do tubo

Basicamente, o trompete é tubo de metal cilíndrico em três quartos da sua extensão, tornando-se então cônico e terminando numa campana. O bocal, localizado do lado oposto da campana, pode possuir diferentes formatos, e quanto mais raso, mais facilmente os registros altos poderão ser tocados. A distância percorrida pelo ar dentro do instrumento é controlada com o uso de pistões ou chaves, que controlam a distância a ser percorrida pelo ar no interior do instrumento. Além de controladas pelos pistões, as notas são também controladas pela pressão dos lábios do trompetista e pela velocidade com que o ar é soprado no instrumento.
O trompete é muitas vezes confundido com o seu “parente mais próximo” — o cornetim. Porém, o cornetim tem um tubo mais cônico, e o trompete tem o tubo mais cilíndrico. Isto, junto com curvas adicionais na tubulação do cornetim, dá a este um tom um pouco mais aveludado. Têm o mesmo comprimento da tubulação e, portanto, o mesmo passo, por isso a música escrita para o cornetim e a trompete é intercambiável. Outro parente, o fliscorne (muito empregado no Jazz e música popular; e em músicas mais movimentadas, expressando outro timbre), tem tubulação mais cônica do que a trombeta tradicional, e um tom mais rico. Às vezes é aumentado com uma válvula de quarto para melhorar a entonação de algumas notas mais baixas.

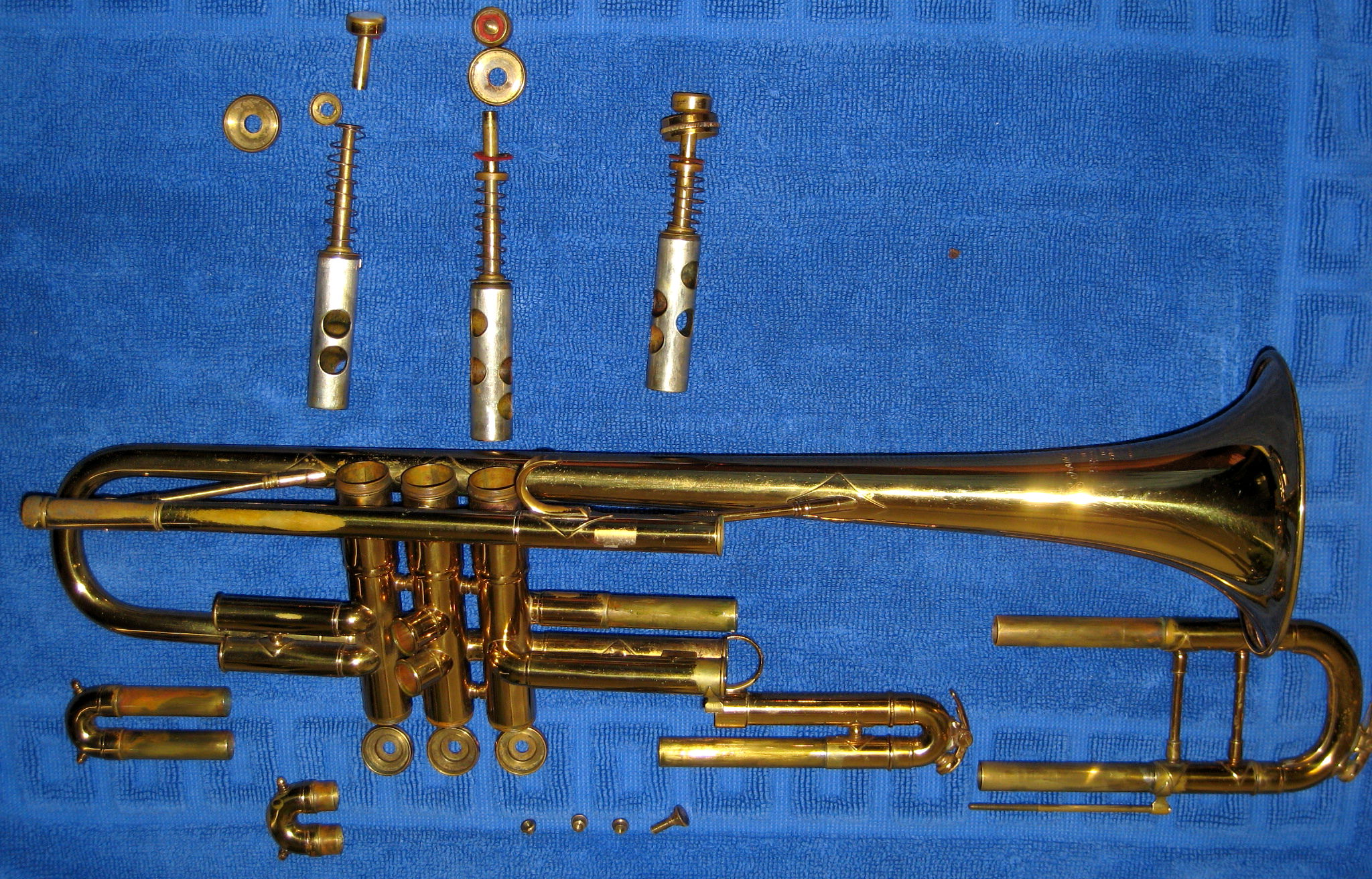
Trompete desmontado. É possível observar as diferentes partes do mesmo

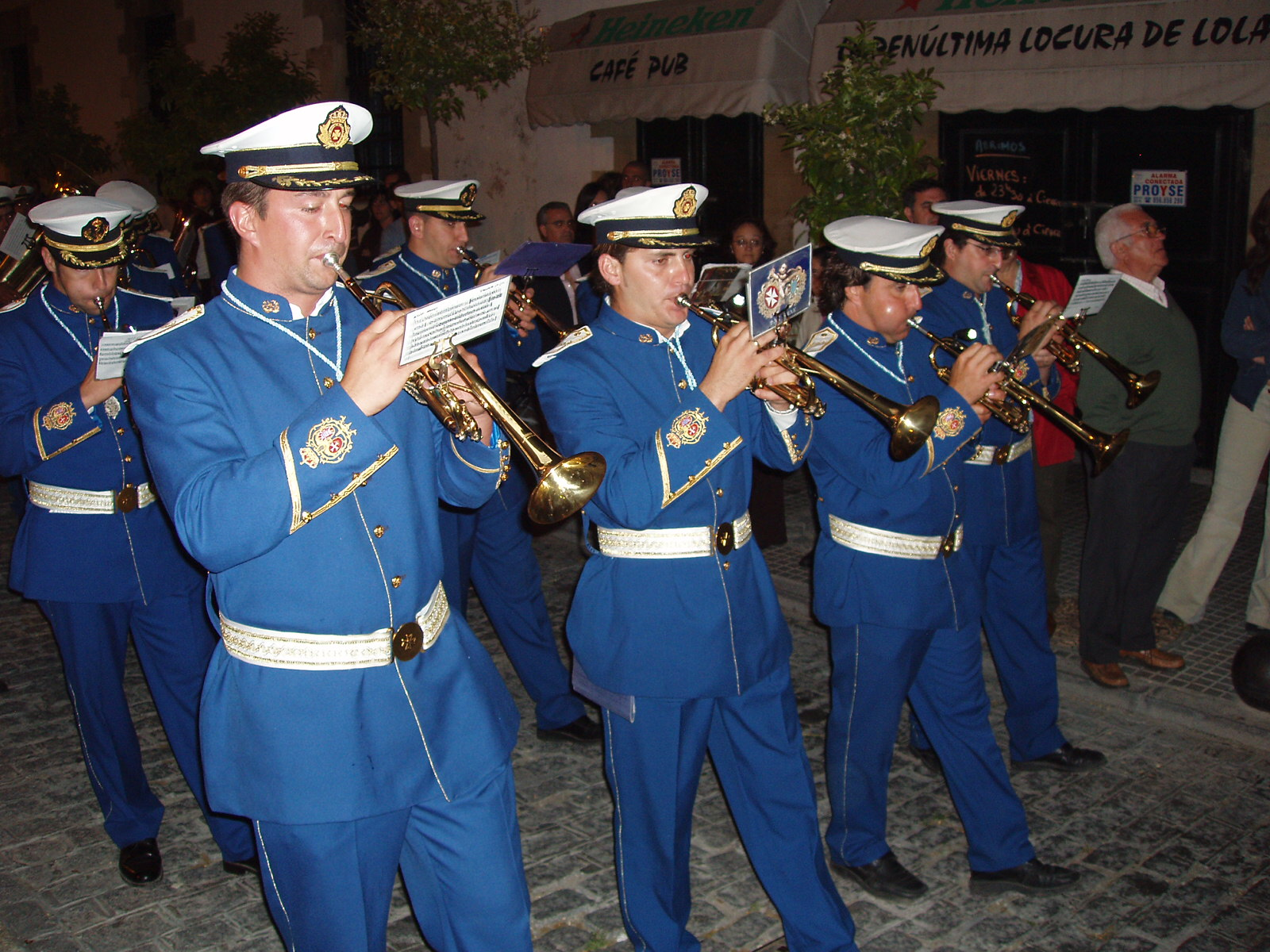
Vários trompetistas de uma banda de música.

Desde meados do século XIX (1815) o trompete está munido de três pistões, o que lhe permite produzir cromáticamente todos os sons dentro da sua extensão. Tem um bocal hemisférico ou em forma de taça.
A maioria dos modelos modernos de trompete possui três válvulas de pistão, cada uma delas aumentando o comprimento do tubo, por consequência baixando a altura da nota tocada. A primeira válvula baixa a nota em um tom (dois semitons), a segunda válvula em meio tom (um semitom) e a terceira em um tom e meio (três semitons). Usadas isoladamente e em combinação, as válvulas fazem do trompete um instrumento totalmente cromático, isto é, capaz de tocar as doze notas da escala cromática.

## História

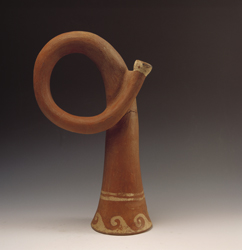
Trompete de cerâmica exposto no "Museo Arqueológico Rafael Larco Herrera", em Lima, Peru.

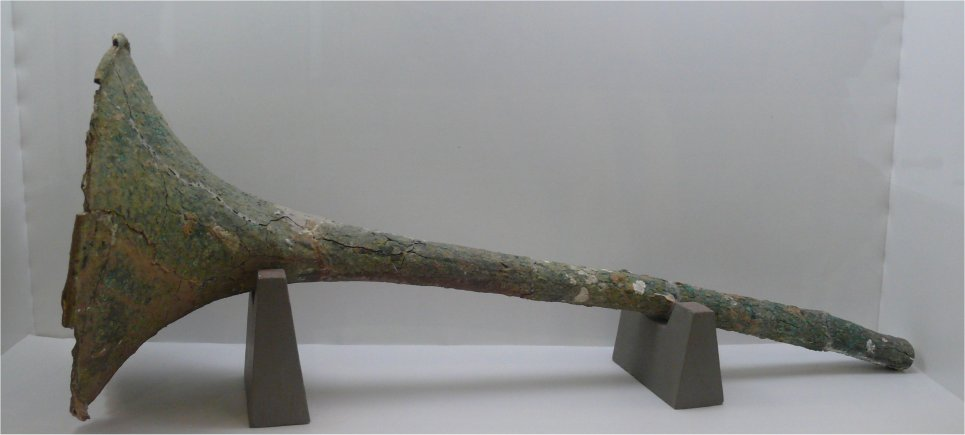
Trompete persa primitivo, da dinastia Aquemênida, fabricado em bronze. Encontra-se no museu de Persépolis (Irã).

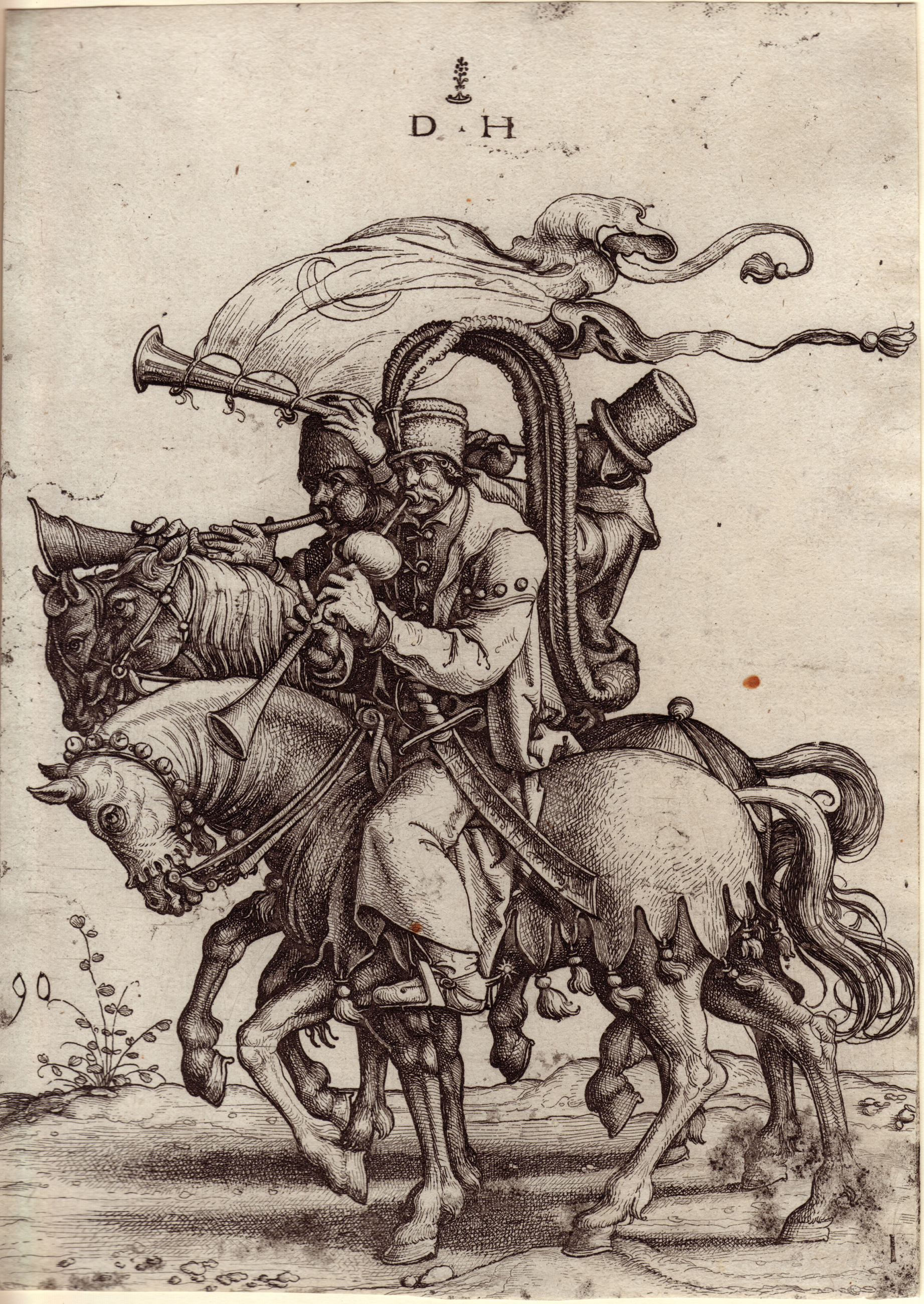
Trompetista turco e 2 oboístas a cavalo. Por Daniel Hopfer (ca 1470-1536).

Dos instrumentos musicais, depois da voz humana, pode-se dizer que o trompete é um dos instrumentos mais antigos. Ele nasceu da necessidade que os pastores tinham para conduzir os seus rebanhos e para assustar animais pré-históricos. Eram ainda usados à maneira de um megafone, para fins mágicos ou rituais: cantava-se ou gritava-se para dentro do tubo para afastar os maus espíritos. Nessa época ele não tinha afinação ou escala, e eram feitos a partir de tubos de cana, bambu, madeira ou osso e até conchas. Mais tarde, os romanos e outros povos construíram-no de metal para ser utilizado para fins militares. Seus toques comunicavam as ordens para o exército agir em combate.
Embora os trompetes sejam instrumentos de tubo essencialmente cilíndrico, há trompetes extra-europeus (por exemplo, as do antigo Egipto) que são nitidamente cônicos.
A partir da Idade do Bronze os trompetes passaram a ser usadas sobretudo para fins marciais. Na Idade Média os trompetes eram sempre feitas de latão, usando-se também outros metais, marfim e cornos de animais. No entanto, tinham uma embocadura já semelhante à dos instrumentos atuais: um bocal em forma de taça. Este bocal era muitas vezes parte integrante do instrumento e não uma peça separada, como acontece atualmente.
Até fins da Renascença predomina ainda a trompete natural, (aquela que produz os harmónico naturais). Os trompetes menores eram designadas por clarino. Era habitual, ao utilizar vários trompetes em conjunto, cada uma delas usar só os harmônicos de uma determinada zona da sua extensão. Durante o período Barroco os trompetistas passaram a se especializar em cada um destes registos, sendo inclusive remunerados em função disso. O registo clarino, extremamente difícil, era tocado apenas por virtuosos excepcionais, capazes de tocar até ao 18.º harmônico. O trompete natural no registo de clarino tem um timbre particularmente belo, bastante diferente do timbre do trompete atual.

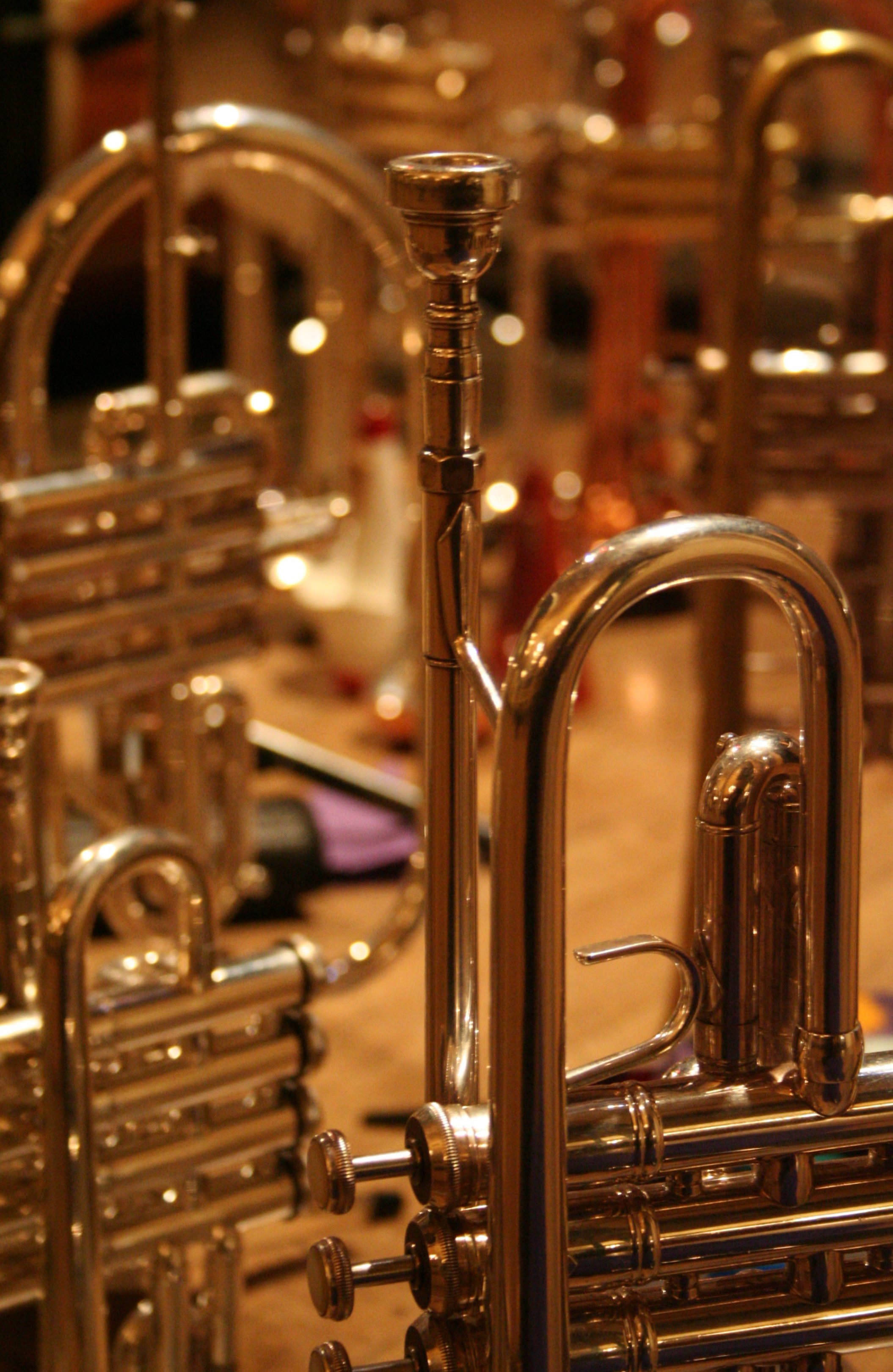
Trompete de pistão, idealizado por Heinrich Stölzel, em 1815.

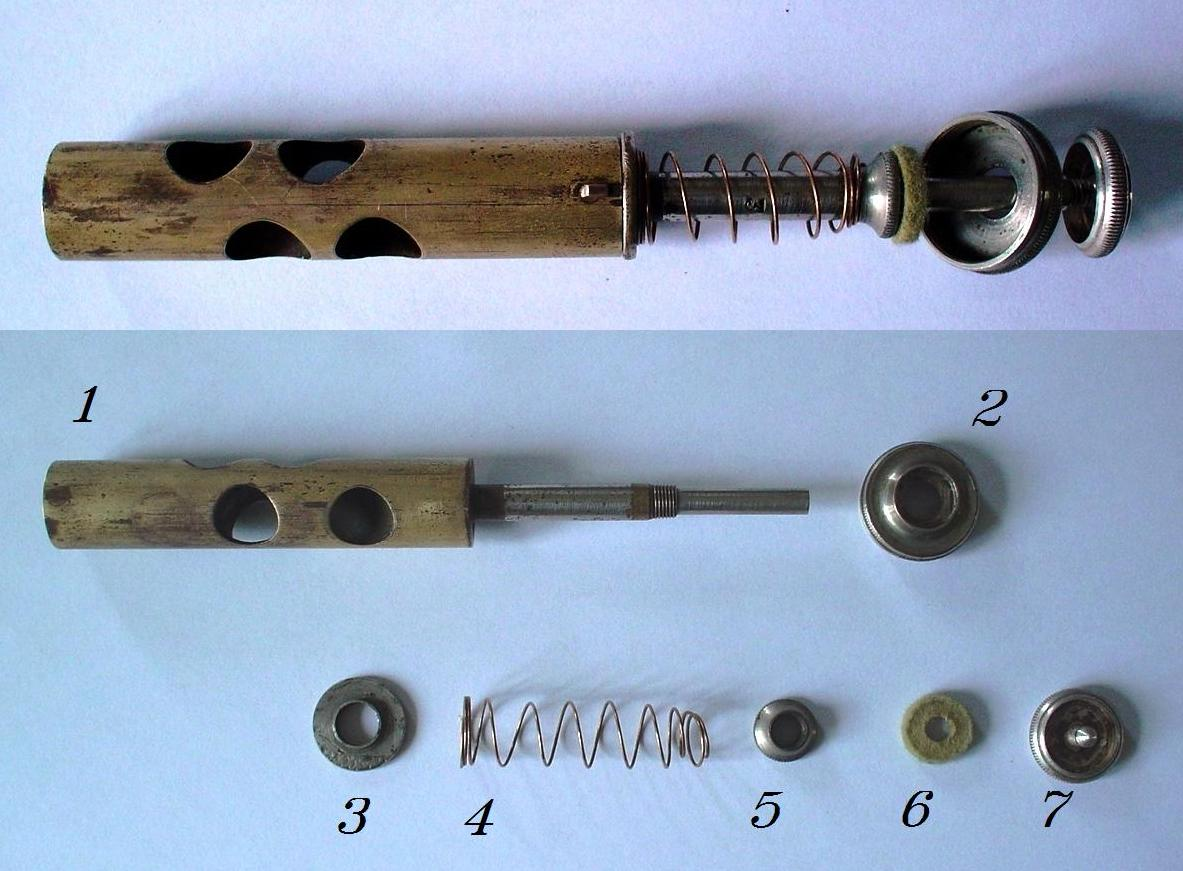
Exemplo de um Pistão todo desmontado

O desaparecimento, após a Revolução Francesa, de pequenas cortes que mantinham músicos foi uma das razões que fizeram com que os executantes de clarino desaparecessem também no fim do século XVIII. A impossibilidade de produzir mais sons para além de uma única série de harmônicos era a maior limitação dos instrumentos naturais. Já no princípio do Barroco este problema começa a ser encarado seriamente, surgindo as trompetes de varas.

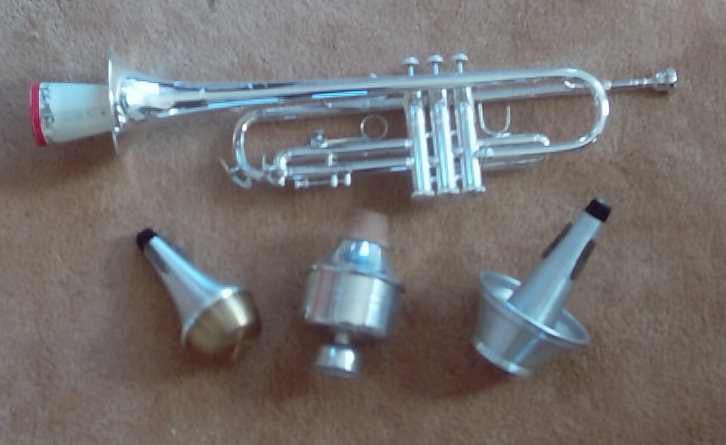
Diferentes tipos de surdina para trompete

Existe em Berlim um trompete de 1615 em que o tubo do bocal pode ser puxado para fora 56 cm, aumentando o comprimento do tubo o suficiente para o som baixar uma terça. Vários instrumentos, hoje obsoletos, foram construídos como resultado de invenções e tentativas, até a criação do sistema de válvulas (ou pistões), idealizado pelo alemão Heinrich Stölzel, em 1815, para instrumentos de metal. Em 1939 o francês Périnet patenteou um sistema de válvulas chamado “gros piston” que é a origem das válvulas utilizadas hoje em dia nos trompetes. Surge então uma nova era, não só para o trompete como também para outros metais, pois com esse sistema de válvulas eles ficaram completamente cromáticos.
Com a utilização de um equipamento conhecido por surdina, é possível se modificar o som dos trompetes, através da obstrução da campânula. Diferentemente do método utilizado na trompa, onde se usa a mão esquerda, no trompete a surdina é colocada na campânula, fechando-se a saída do ar. Assim, é possível mudar o timbre ou produzir efeitos especiais. Os tipos de surdinas são:
- Wa-wa
- Plunger
- Straight
- Cup

Assim que compositores como Berlioz e Rossini, e, mais tarde, Stravinsky e Shostakovitch começaram a escrever partes para trompete nas suas obras, o trompete começou a se tornar um instrumento muito mais popular. A utilização intensiva do trompete na chamada “Jazz music” levou a que as potencialidades deste instrumento e a técnica dos instrumentistas fossem levadas ao extremo. Isto gerou vantagens não apenas ao nível deste gênero musical, mas também dos variados domínios artísticos onde o trompete assumiu um papel fundamental. Nas bandas filarmônicas coexistem hoje em dias diversas variantes do trompete, das quais se destacam o fliscorne e o cornetim.

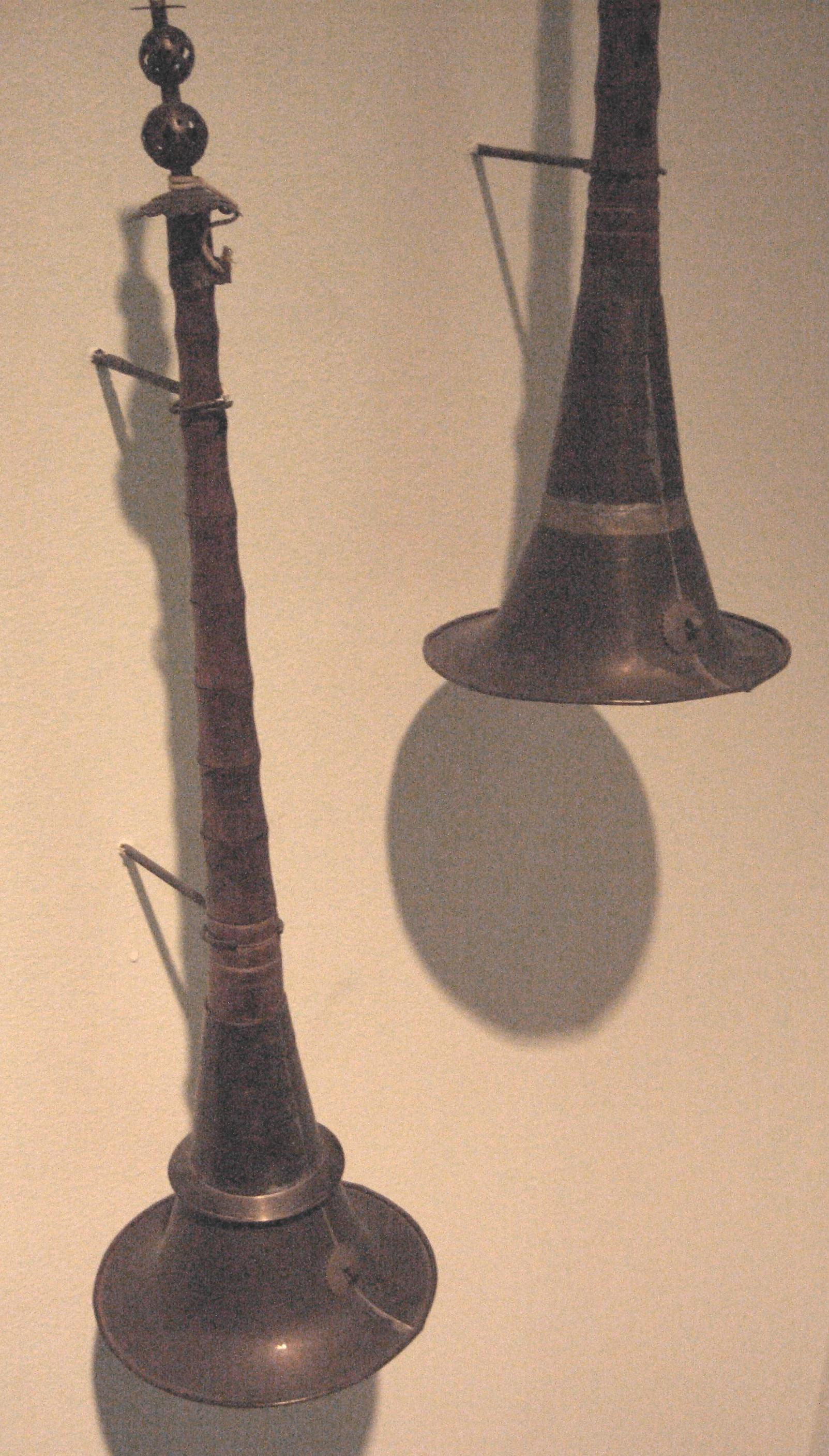
Um exemplar da Suona, antiga trombeta chinesa.

## Tipos de Trompete

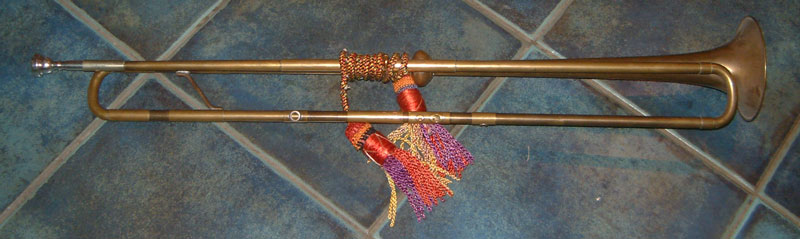
Um trompete barroco

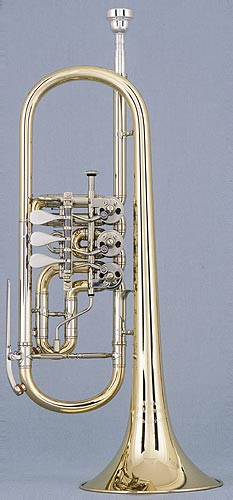
Um trompete em C com válvulas rotativas

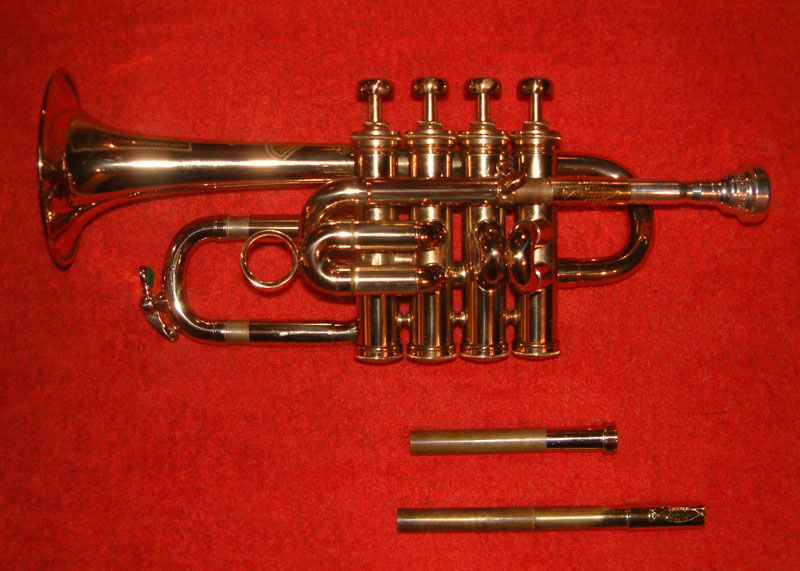
Trompete piccolo de 4 pistões

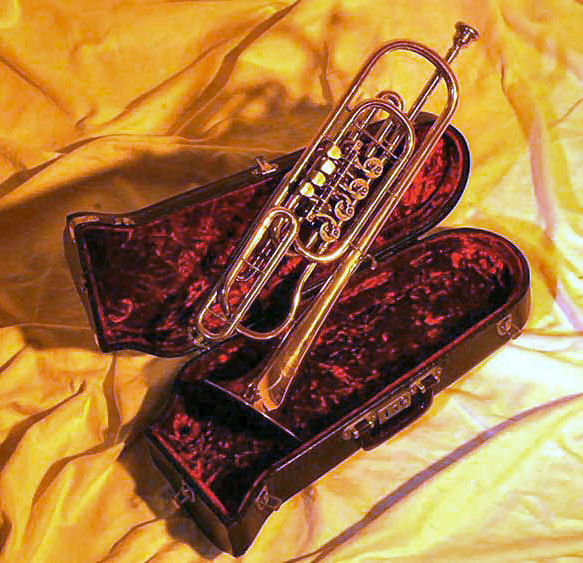
Trompete baixo de válvulas rotativas

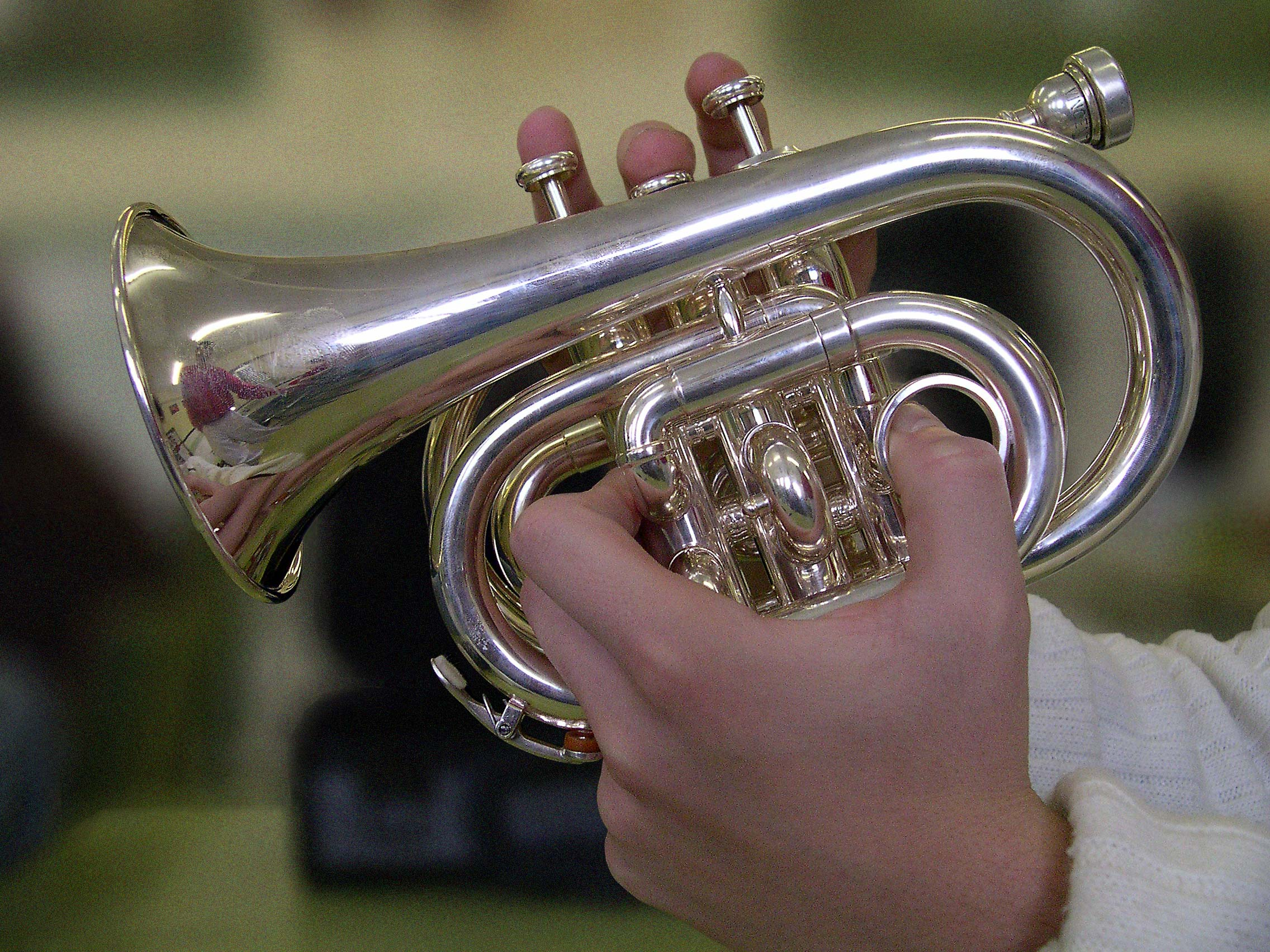
Pocket Trompet

Desde os primórdios, já existiram trompetes de diversos formatos, e feitos de diferentes tipos de materiais. Inicialmente eram retos, e a partir do século XV os construtores começaram a modelar trompetes em formato de "s". Mas foi somente no século XX (com a invenção dos pistões) que o instrumento tomou a forma que conhecemos hoje.

### Antigos
- Salpinge — Antiga trombeta grega. Sua invenção foi atribuída a Deusa Atena. Era fabricada de ferro e bronze
- Trompete do Tibete — é gigante (podendo atingir os 5 metros de comprimento) e é de cobre. É chamado de Dung.[9]
- Suona — Também chamada de laba, é um tipo de trombeta parecida ao oboé, de tons altos e fortes, que pode ter de sete a oito buracos. Era muito popular nos primeiros anos da Dinastia Jin (265-420) nas áreas da região Xinjiang. Consiste de um tubo cônico de madeira com até oito furos (sete na frente e uma na parte traseira), um tubo de cobre e um bocal de cana (o que o torna semelhante ao oboé).[10][11]
- Bucina — Antigo trompete usado no império Romano. Tinha vários nomes: corno, salpinge, aduba, clário, tubesta, lítuo ou até árgia. Eram fabricadas de prata e bronze. Mediam 117 cm (1 cm de diâmetro na embocadura) e eram cônicas.[12]
- Baroque Trumpet (Trompete Barroco) — criado no final do século XIX para tocar obras barrocas (como Bach ou Handel, por exemplo).[13]

### Modernos
- Trompete em b ou Si Bemol — o mais usado pelos trompetistas. Todo o aprendizado é feito tradicionalmente neste trompete. Ele tem três pistões, possui pouco mais de um metro de comprimento e extensão cromática. Devido ao mecanismo de pistão soa duas oitavas e uma sexta maior. São comumente usados em bandas, e em orquestras de jazz e sinfónicas. Maynard Ferguson, Cat Anderson, Dizzy Gillespie são exemplos de músicos que usam este instrumento.
- Trompete Mi Bemol — muito utilizado em grupos de metais, orquestras sinfônicas e concertos para trompete clássico. Sua característica é de facilitar a performance numa região mais aguda, e também possui um timbre e uma potência de som um pouco menor da dos trompetes já descritos.
- Bastardo — um trompete muito especial, pois curva os tubos.[9]
- Trompete de Varas — também chamado de "slide trumpet (trompete de slide)" ou "trombone soprano". Sua haste é proporcional ao tamanho do instrumento e tem sete posições de um trombone convencionais. Este instrumento é feito para as crianças, o que facilita o estudo do mecanismo da vara. Foram os primeiros trompetes permitidos nas Igrejas Cristãs.[14]
- Trompete Piccolo — É menor do que os outros trompetes e possui sonoridade uma oitava acima dos demais. É geralmente afinado em si ♭. Ele tem quatro pistões, embora existam modelos com três pistões. O quarto pistão desempenha o papel de transposição e redução de 5 semitons.[15][16] Maurice André, Håkan Hardenberger, David Mason, e Wynton Marsalis são exemplos de músicos que usam este instrumento.
- Trompete Baixo — O trompete baixo é ajustado em C ou si ♭. Soa uma oitava abaixo do normal e o tubo é mais longo.[15][16] Cy Touff, Philip Jones, e Willie Colón são exemplos de músicos que usam este instrumento.
- Pocket Trumpet (Trompete de bolso) — O pocket trumpet, ou trompete de bolso, é uma versão miniatura do trompete tradicional. Apesar de menor, tem mais curvas do que um trompete normal. Isso significa que a viagem que o som é mais longa, fazendo-o voltar mais seco do que no trompete normal, exigindo mais pressão para fundir, sem slide. O músico de Jazz Don Cherry usa este instrumento.[17]
- Trompete de Chaves — O trompete de chaves é um tipo de trompete que usa chaves ao invés de pistões. É raramente usado em performances modernas, mas seu uso foi relativamente comum, até a introdução do trompete de pistões em meados do século XIX. Era capaz de emitir apenas o ajuste da série harmônico natural, alterando a pressão dos lábios e da pressão da respiração através do músculo diafragma. Por exemplo, um trompete afinado faria sua série de harmônicos (C, G, C, E, G, B ♭, fazer...), o que deixou lacunas em sua tessitura baixa.

### Volume do Instrumento[3]
Volume do instrumento (dB):
- Trompete em SIb: 88 — 108 (Ref: Orquestra Sinfônica: 120 -137)

#### Versões Mais Utilizadas
- em DO — extensão (FA#3 — DO 6)
- em SIb — extensão ( MESMA EXTENSÃO)

#### Versões Menos Utilizadas
- em RE — extensão (SOL#3 — MI6)
- em MI b — extensão (LA3 — FA6)
- piccolo em SIb — extensão (MI3 — SOL6)
- baixo em DO — extensão (FA#2 — DO5)
- baixo em SIb — extensão (MI2 — SIb4)
- baixo em MIb — extensão (LAb2 — MIb5)

## O Trompete na Cultura Popular

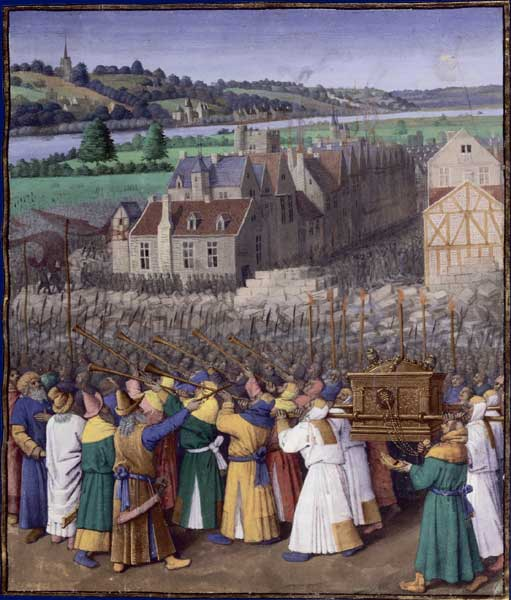
Quadro "A tomada de Jericó", de Jean Fouquet.

Com trombetas distorcidas e harpas envenenadas.
O trompete na cultura popular, tal qual como representado no trecho citado acima, tem uma forte ligação com a religião e com a guerra. Não a toa, o trompete é bastante utilizado em bandas marciais. Em vários trechos da Bíblia, é possível observar seu uso em cerimônias religiosas. Uma das mais famosas histórias da Bíblia conta que a cidade de Jericó foi tombada pelo som das trombetas. No livro A Ilíada, de Homero, é citado o seu uso durante a legendária guerra troiana.
Algumas citações da Bíblia, em que é possível se observar o uso da trombeta em rituais religiosos e batalhas:

### Mitologia
Na mitologia grega, o inventor do trompete foi Tyrsenus, filho de Héracles e "uma mulher da Lídia". Esta mulher da Lídia costuma ser identificada pelos analistas como Ônfale, rainha governante da Lídia a quem Héracles serviu como escravo.

## Trompetistas Famosos
- Eu toco tão forte quanto Louis Armstrong, tão agudo quanto Maynard Ferguson, tão bem quanto Dizzy Gillespie e sou tão criativo quanto Chet Baker. Olha só.
Ele toca alguma coisa, e aí o líder da banda:

### Música Clássica

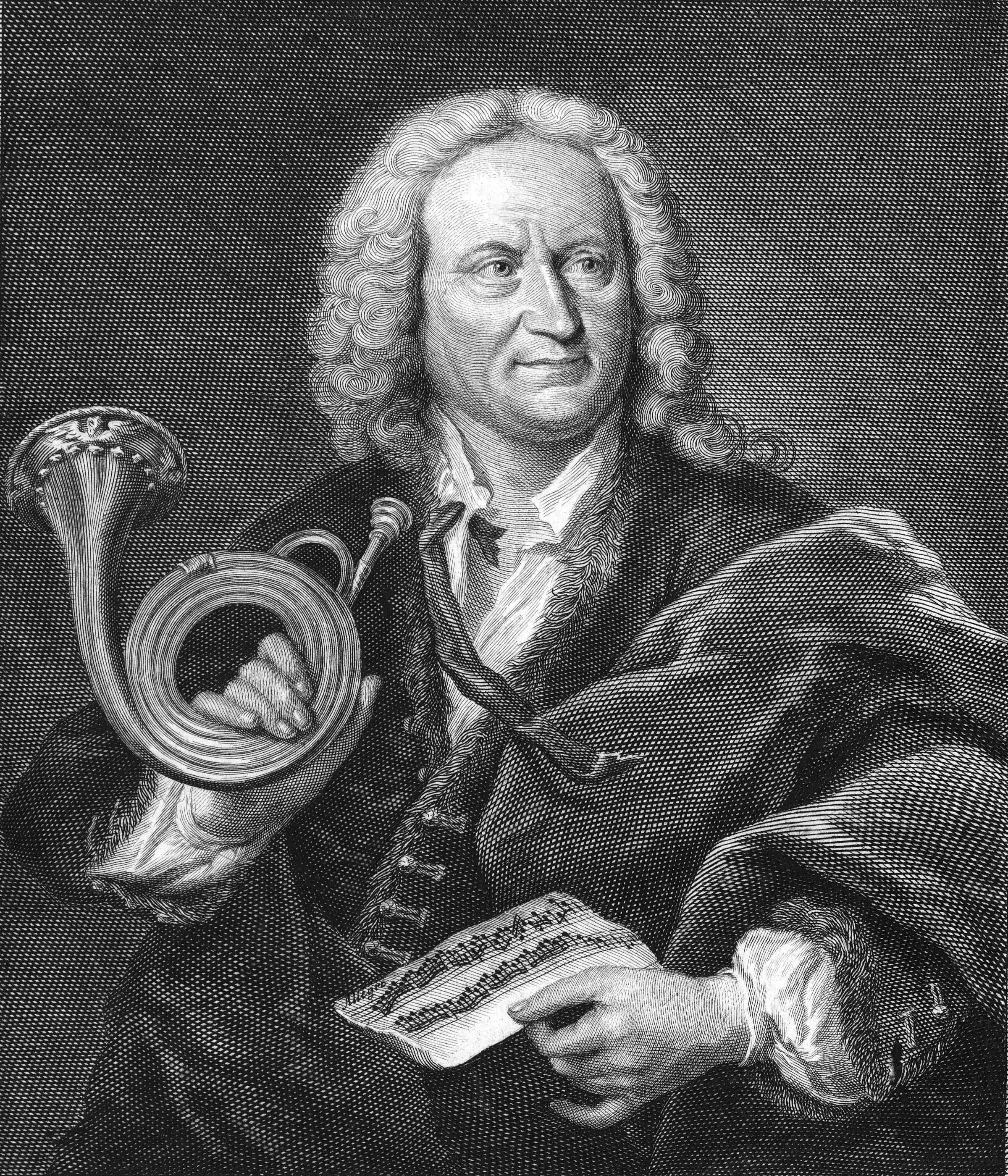
Gottfried Reiche, trompetista e compositor barroco. Foi o único trompetista de Johann Sebastian Bach nas apresentações em Leipzig.

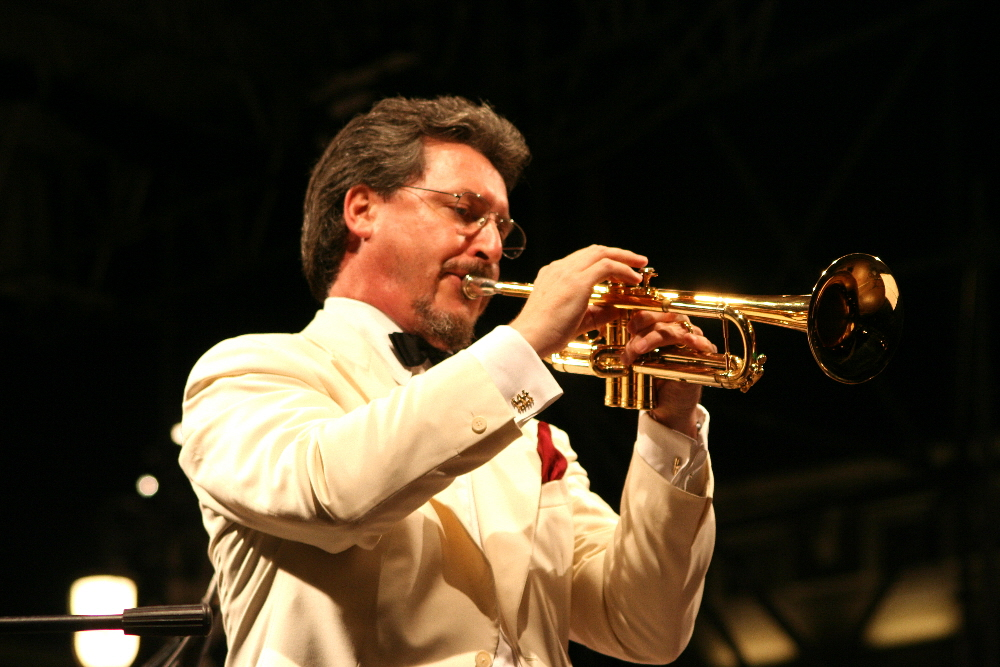
Mauro Maur, trompetista italiano de música clássica

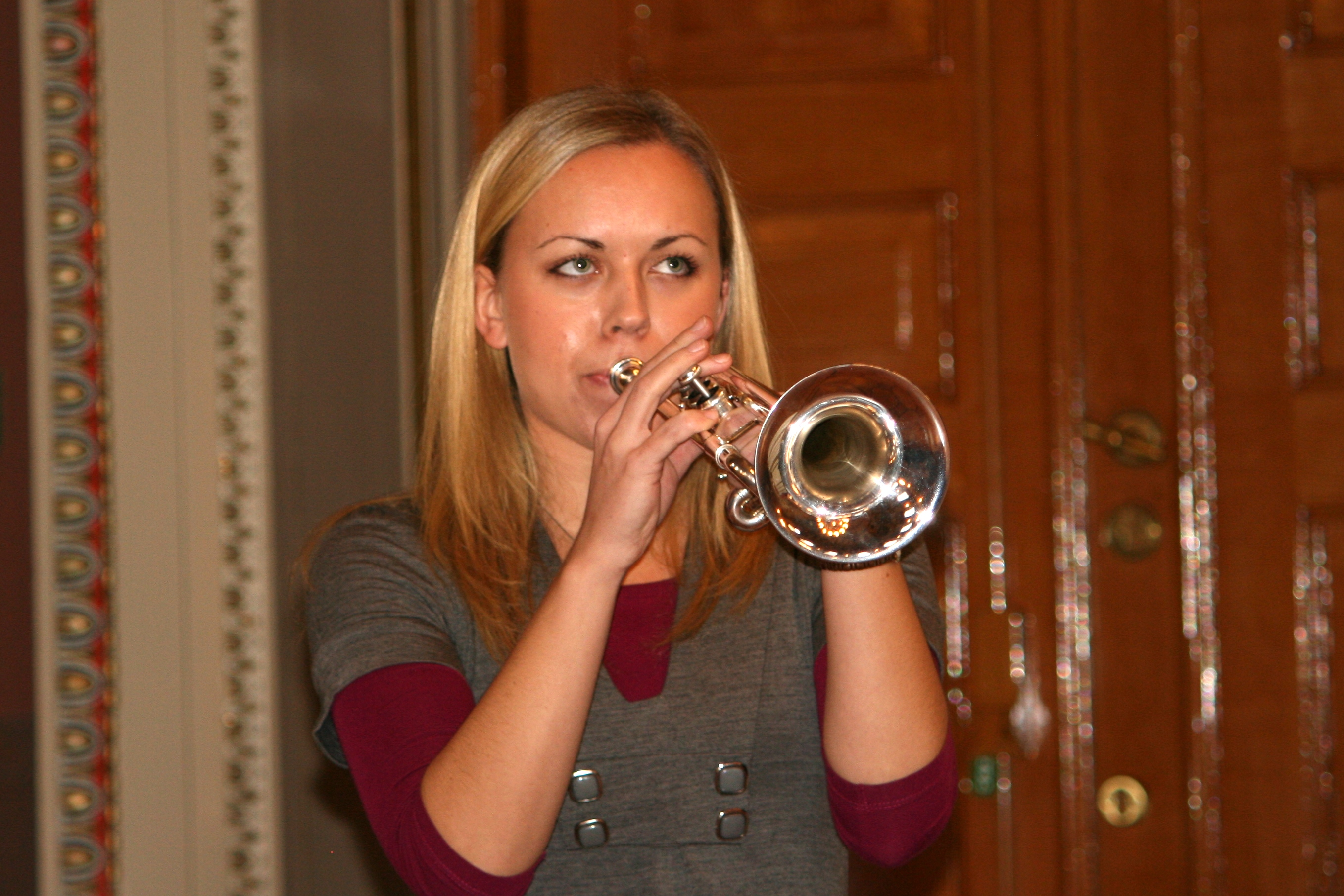
Tine Thing Helseth, trompetista norueguesa

- Johann Ernst Altenburg
- Maurice André
- Jean-Baptiste Arban
- Éric Aubier
- Alison Balsom
- Otto Sauter
- Thierry Caens
- Pascal Clarhaut
- Antoine Curé
- Friz Damrow
- François Dauverné
- Roger Delmotte
- Alexis Demailly
- Timofei Dokchitser
- Pierre Dutot
- Eugène Foveau
- Guy Ferber
- Merri Franquin
- Pierre Gillet
- David Guerrier
- Håkan Hardenberger
- Jouko Harjanne
- Tine Thing Helseth
- Philip Mark Jones
- Marcel Lagorce
- Philippe Litzler
- Véronique Lucignano
- Ibrahim Maalouf
- Mauro Maur
- Guy Messler
- Sergueï Nakariakov
- Bruno Nouvion
- Franck Pulcini
- Gottfried Reiche
- René-Gilles Rousselot
- Raymond Sabarich
- Clément Saunier
- Adolph Scherbaum
- Jean Sibra
- Bernard Soustrot
- Pierre Thibaud
- Guy Touvron
- Pascal Vigneron
- Charly Villoteau

### Jazz

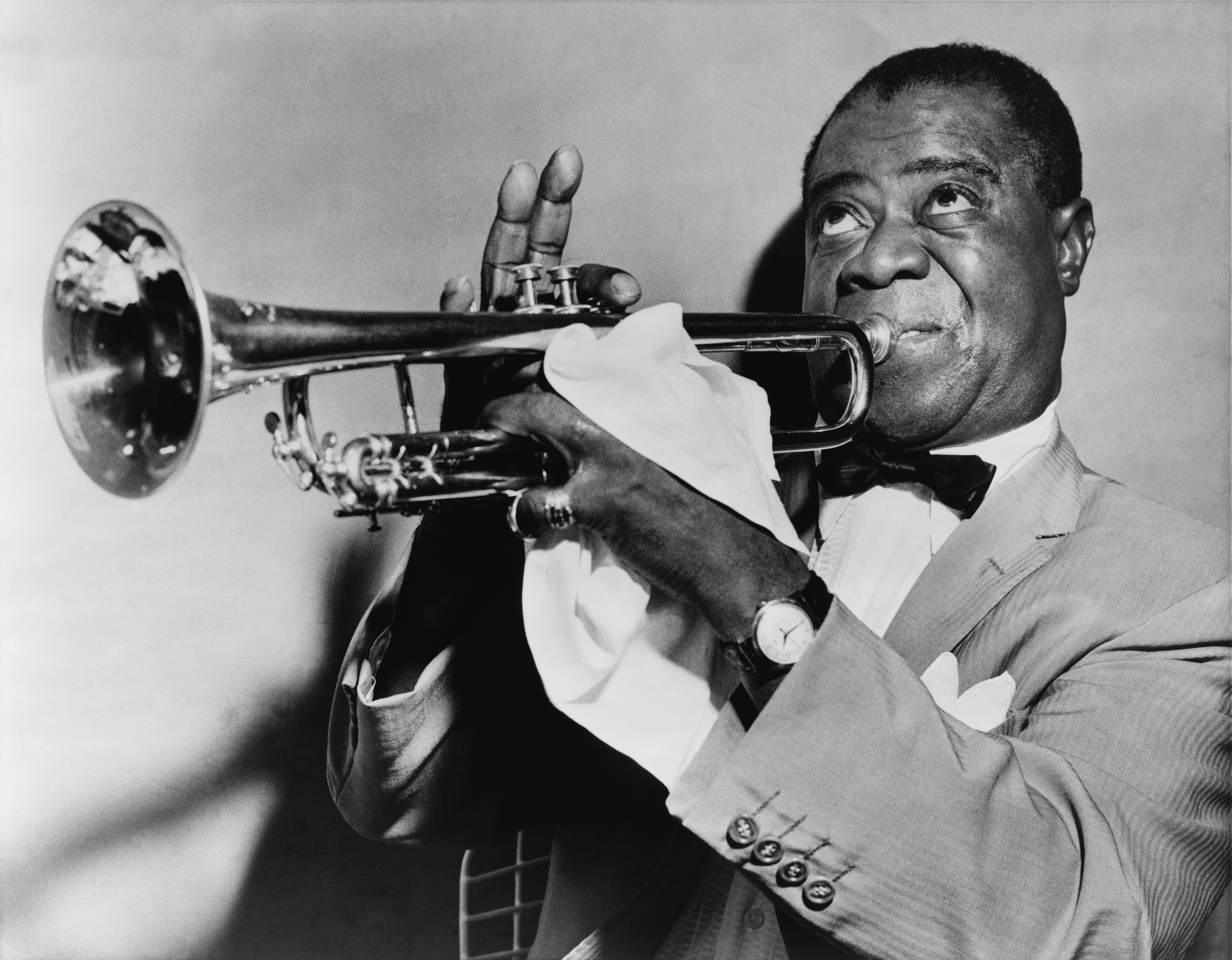
Louis Armstrong, um trompetista estadunidense.

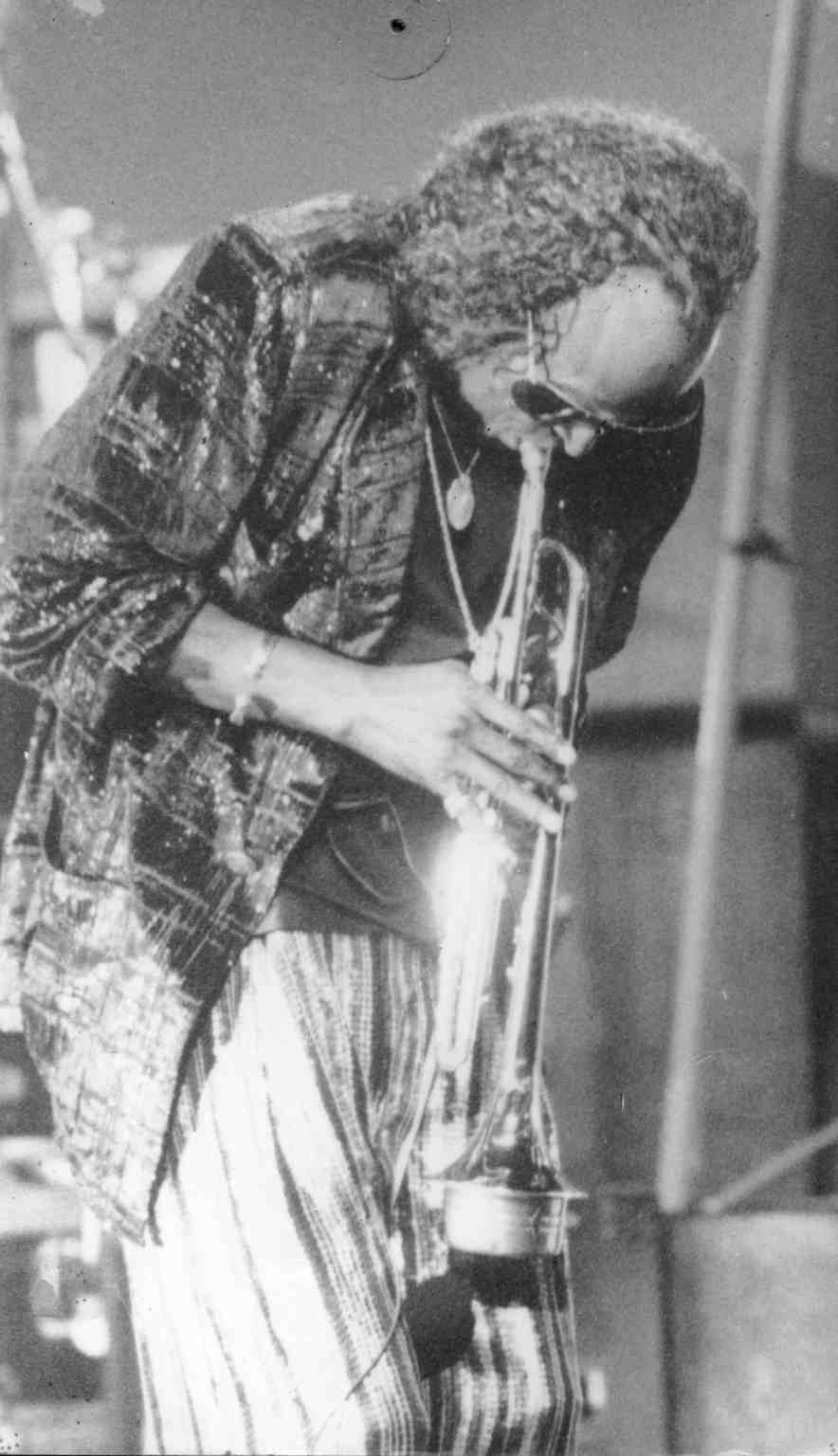
Miles Davis no Rio de Janeiro em Maio de 1974

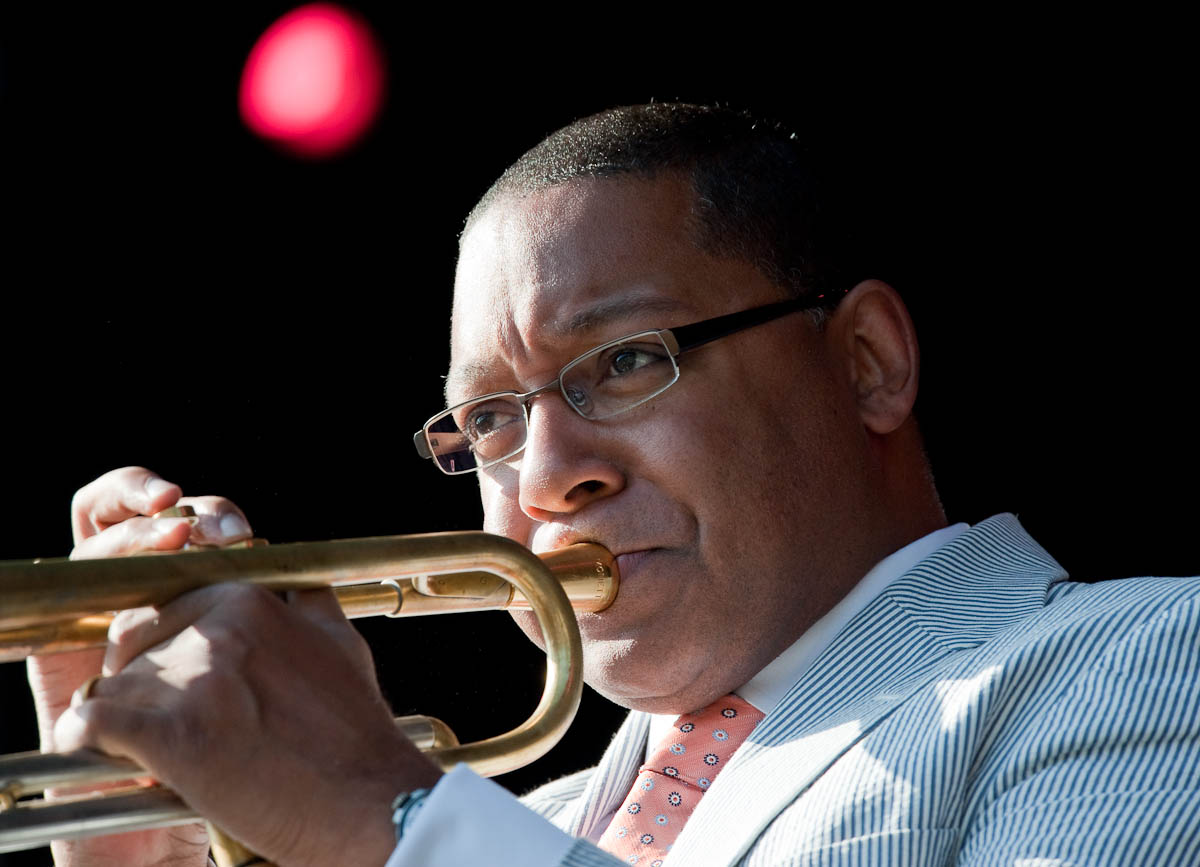
Wynton Marsalis em 2009.

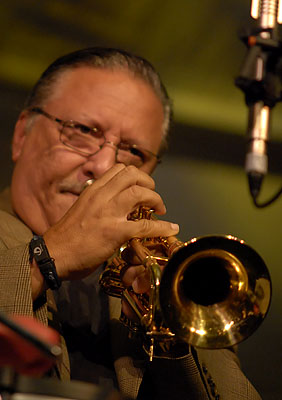
Arturo Sandoval, virtuoso trompetista de jazz cubano

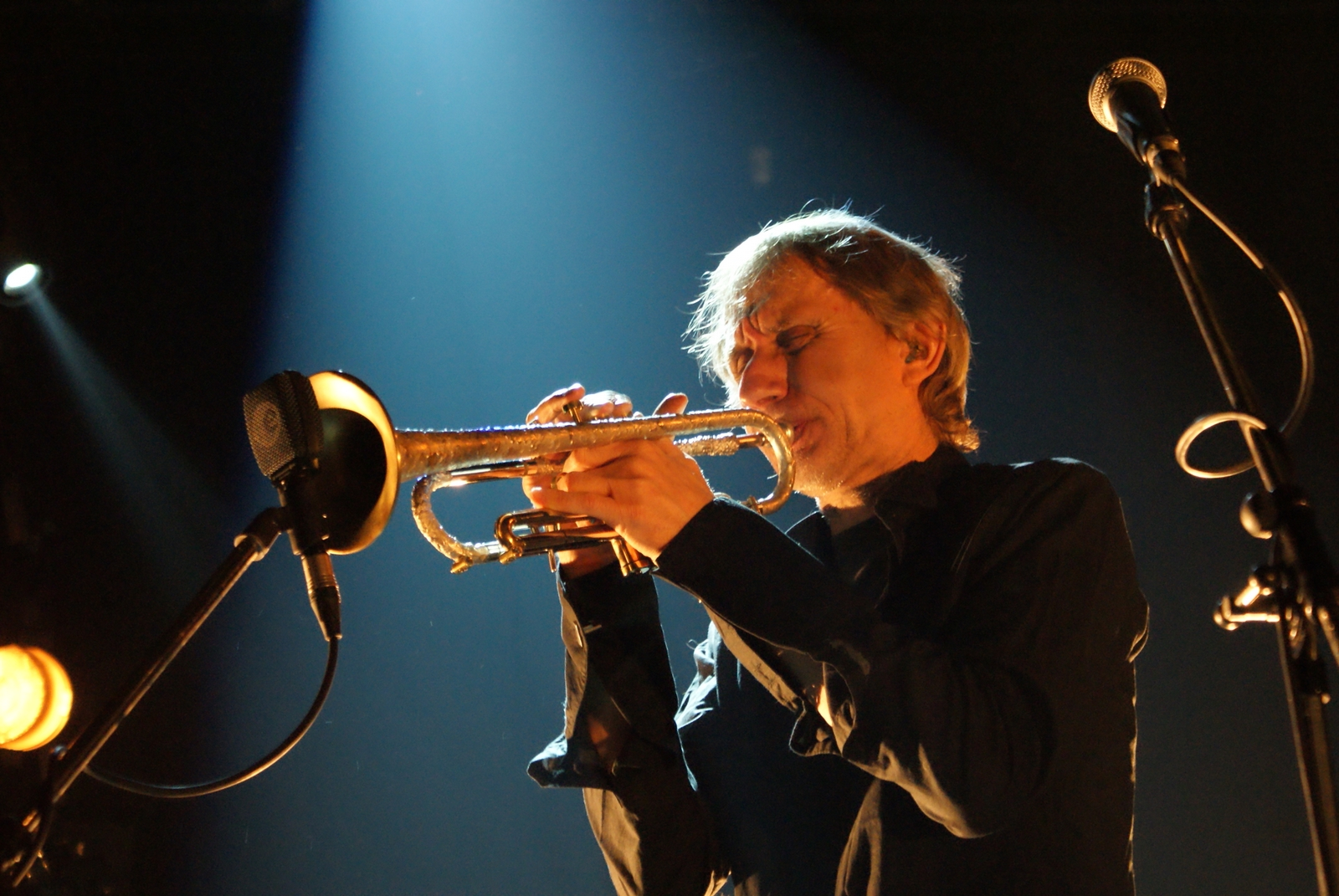
Erik Truffaz, jazzista suíço

- Nat Adderley
- Cat Anderson
- Louis Armstrong
- Chet Baker
- Aimé Barelli
- Bix Beiderbecke
- Stéphane Belmondo
- Bunny Berigan
- Chris Botti
- Lester Bowie
- Randy Brecker
- Bud Brisbois
- Clifford Brown
- Donald Byrd
- Conte Candoli
- Pete Candoli
- Mutt Carey
- Bill Chase
- Buck Clayton
- Don Cherry
- Médéric Collignon
- Miles Davis
- Dave Douglas
- Harry "Sweets" Edison
- Roy Eldridge
- Don Ellis
- Jon Faddis
- Don Fagerquist
- Art Farmer
- Maynard Ferguson
- Nicolas Folmer
- Paolo Fresu
- Tony Fruscella
- Dizzy Gillespie
- Conrad Gozzo
- Roger Guérin
- Roy Hargrove
- Tom Harrell
- Jon Hassell
- Al Hirt
- Freddie Hubbard
- Harry James
- Bunk Johnson
- Thad Jones
- Éric Le Lann
- Booker Little
- Chuck Mangione
- Wynton Marsalis
- Hugh Masekela
- Howard McGhee
- Matthieu Michel
- Bubber Miley
- Nils Petter Molvær
- Lee Morgan
- Fats Navarro
- Joe Newman
- King Oliver
- Hot Lips Page
- Al Porcino
- Enrico Rava
- Arturo Sandoval
- Christian Scott
- Doc Severinsen
- Woody Shaw
- Jack Sheldon
- Adam Taubitz
- Clark Terry
- Erik Truffaz
- Cuong Vu
- Kenny Wheeler
- Cootie Williams
- Nini Rosso

### Outros

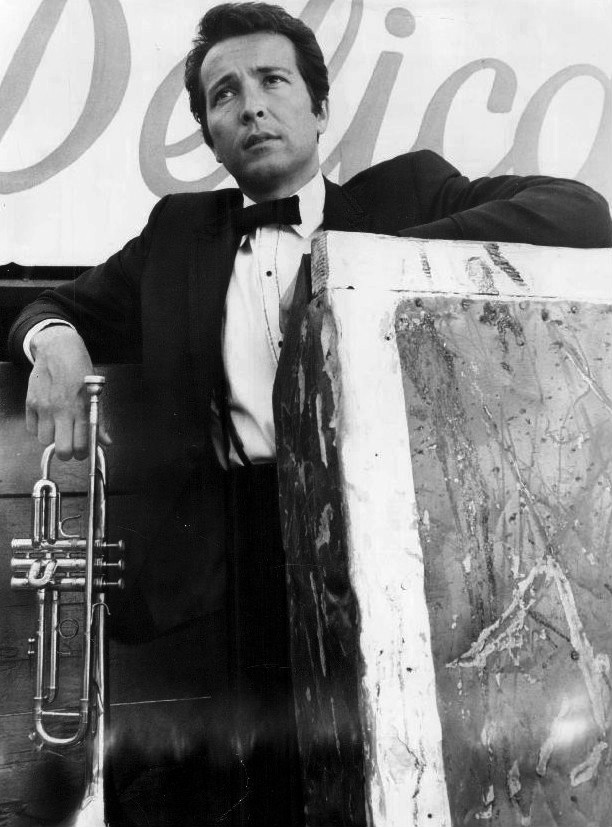
Herb Alpert, famoso músico americano.

- Herb Alpert
- Jean-Claude Borelly
- Flea
- Éric Giausserand
- Georges Jouvin
- Boban Marković
- Walter Scholz

## Obras Destacadas

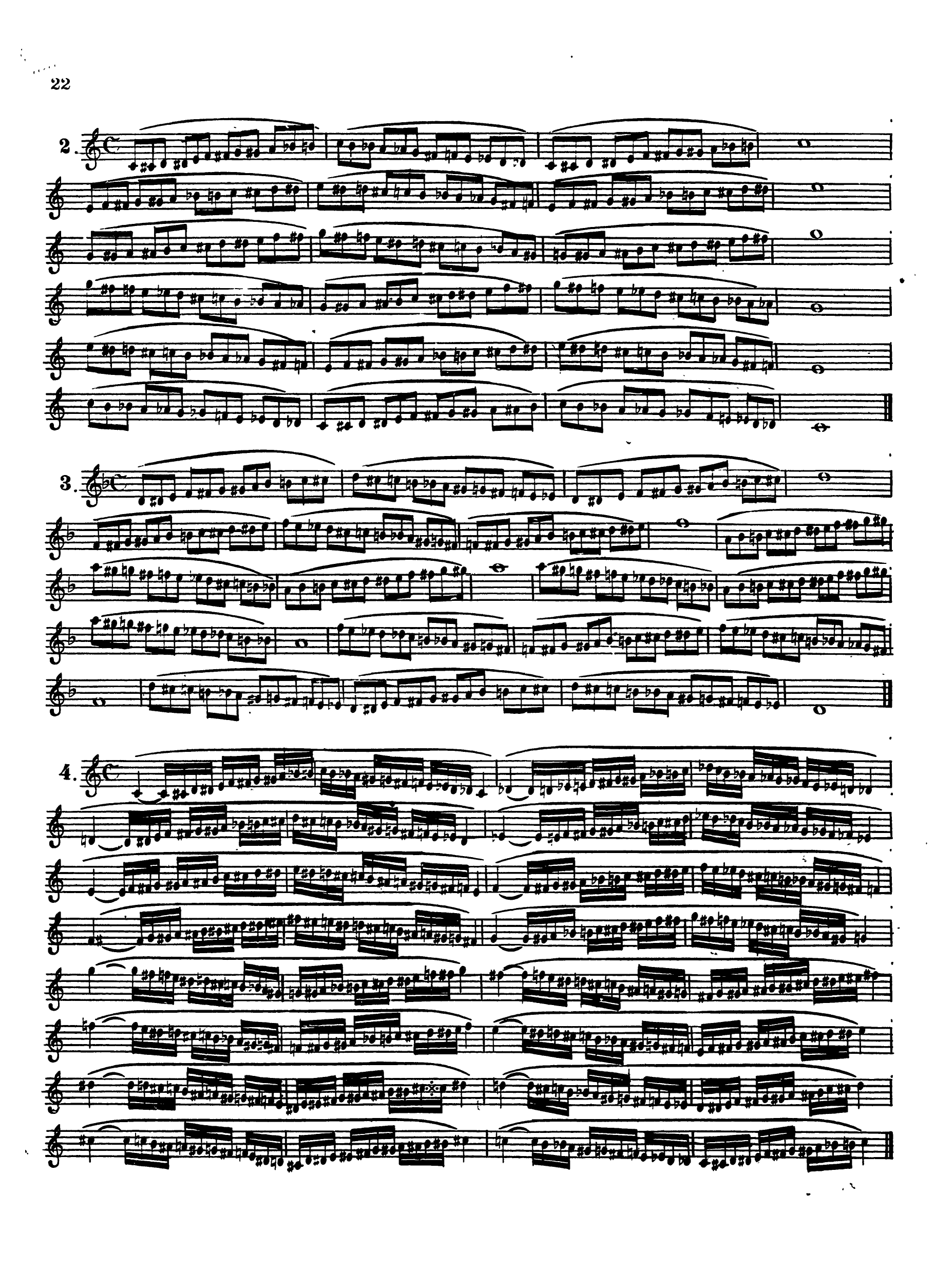
Exercicios de escalas cromáticas do método de Jean-Baptiste Arban.

### Obras para trompete solo
- Fantasía para trompeta (1969), de Malcolm Arnold.
- Concert for Trumpet and Orchestra (1950), de Alexander Arutunian.
- Legende, de George Enescu.
- Kryl de Robert Erickson.
- Eric Ewazen:
  - Concierto para trompeta.
  - Sonata para trompeta.
- Alexander Goedicke:
  - Concierto para trombeta.
  - Concierto Etude.
- Concierto para trompeta, de Edward Gregson.
- Exposed Throat, de H.K. Gruber.
- Concierto para trompeta y orquesta en mi♭ major, de Joseph Haydn.
- Concierto para trompeta y orquesta de cuerdas en Re Mayor, de Georg Philipp Telemann.
- Sonata para trompeta y piano, de Paul Hindemith.
- Sonatina para trombeta e piano (1950), de Bertold Hummel.
- Sonata para trombeta y piano, de Kent Wheeler Kennan.

#### Para trombeta natural ou trombeta piccolo
- Michael Haydn:
  - Concierto para trompeta en Re mayor.
  - Concierto para trompeta en Do mayor.
- Concierto No. 1, No. 2 y No. 3, de Johann Melchior Molter.
- Concerto para trombeta em Re maior, de Leopold Mozart.
- Concierto para trompeta, cuerda y continuo en Re mayor, de Georg Philipp Telemann.
- Sonata en Re mayor, de Giuseppe Torelli.
- Sonata para trompeta y cuerdas en Re mayor, de Henry Purcell.
- Concerto for Trumpet, Giuseppe Tartini

### Outras
- Johann Sebastian Bach:
  - II Concierto de Branderburgo BWV 1047 (1721).
  - Cantata BWV 51 (1731) de Johann Sebastian Bach.
- Georg Friedrich Händel:
  - El Mesías (1741).
  - Sansón (1743).
- Obertura Leonora n.º 3 (Op. 72a) (1806) de Ludwig van Beethoven.
- Hector Berlioz:
  - Les francs-juges (1826).
  - Waverly, obertura.
- Guillermo Tell (1829), de Gioachino Rossini.
- Les Huguenots (1836), de Giacomo Meyerbeer.
- Richard Wagner:
  - Rienzi (1842).
  - Los maestros cantores de Núremberg (1867).
  - Tetralogía de El anillo del nibelungo (1848-1874).
  - Preludio de Parsifal (1882).
- La Marcha Triunfal o Marcha de las trompetas de la ópera Aida (1871) de Giuseppe Verdi.
- Sinfonía número 5 (1902) de Gustav Mahler.

### de Jazz
- Arturo Sandoval — Samba de Amore
- Dizzy Gillespie — Night in Tunisia e Manteca
- Wynton Marsalis — Carnaval de Veneza e Caravan
- Miles Davis — Summertime
- Maurice Andre — Sabre Dance
- Chet Baker — Tenderly

## Curiosidades
- Os trompetes foram encontrados pela primeira vez nos túmulos dos Faraós no Egito.[24] Na câmara mortuária do túmulo do Tutankhamon, por exemplo, foram encontrados dois trompetes: um de prata e outro de cobre. O instrumento foi decorado com um painel que mostra o rei usando uma Coroa Azul e segurando o cetro da realeza. Encontra-se em pé diante da figura do Deus Ptah, ao passo que Rá-Harakhti está postado nas suas costas.[25] Estes trompetes são datados de aproximadamente 1350 a.C.[26]
- No dia 31 de Outubro de 2009, em Tondano, na Indonésia, o indonésio Benny J. Mamoto entrou para o Guinness Book ao construir o maior trompete do mundo, com cerca de 32 metros de comprimento.[27]
- O chamado Efeito Doppler acústico foi comprovado com o auxílio do som do trompete. Em 1845, o meteorologista holandês Christoph Hendrik Diederik Buys Ballot, em uma experiência realizada na linha férrea Utrecht-Maarsen, observou que o som de um trompete colocado em um vagão-plataforma de um trem em movimento nessa linha se tornava mais alto para um observador que se encontrava próximo ao trilho, à medida que o trem se aproximava dele, e diminuía quando o trem se afastava, comprovando assim a teoria.[28]